# Database Source Name
Un Data Source Name (DSN) rappresenta le informazioni che indicano ad un programma come connettersi ad una determinata fonte dati (database) tramite un driver.

## Esempio pratico
Un esempio di DSN, memorizzato su file:
```
[ODBC]
DRIVER=SQL Server
UID=userName
DATABASE=dbName
SERVER=db.domainName.com

```